# Can Rispet
Can Rispet és una masia de l'Esquirol (Osona) inclosa a l'Inventari del Patrimoni Arquitectònic de Catalunya.

## Descripció
Masia modesta de planta quadrada (7x7) coberta a dues vessants amb el carener perpendicular a la façana situada a migdia. L'edifici està totalment reformat seguint la línia tradicional. Presenta dos annexes, en funció de garatge, a les façanes O i N. A la façana principal del porxo de fusta d'estil català al primer pis, segurament modern. No existeix cap data.

## Història
Masia anomenada també Plans, que abans de ser reconstruïda era molt rònega. Tenia una llinda borrosa... "Trasserra" i no s'endevinava l'any. Segurament estava relacionada amb el mas Tresserra del segle xviii i documentat des del 1138.